# Magdalena Sadowska-Czaputowicz
Magdalena Barbara Sadowska-Czaputowicz (ur. 20 czerwca 1956 w Warszawie, zm. 15 sierpnia 2017 tamże) – polska antropolożka, działaczka opozycyjna.

## Życiorys
W okresie Polskiej Rzeczypospolitej Ludowej była działaczką opozycyjną, należała do Niezależnego Zrzeszenia Studentów oraz Ruchu Wolność i Pokój.
W 2017 została odznaczona Krzyżem Kawalerskim Orderu Odrodzenia Polski „za wybitne zasługi w działalności na rzecz przemian demokratycznych w Polsce, za aktywność podejmowaną na rzecz demokratyzacji życia akademickiego w ramach organizacji studenckiej Niezależne Zrzeszenie Studentów”.
Córka Barbary i Michała Sadowskich. Żona Jacka Czaputowicza. Miała pięć córek: Katarzynę, Joannę, Martę, Magdalenę i Marię. Pochowana na Cmentarzu Wojskowym na Powązkach.

## Publikacje książkowe
- Magdalena Sadowska-Czaputowicz: Kapliczki warszawsko-praskie. Fenomen religijności. Warszawa: Kontrast, 2019. ISBN 978-83-62793-30-3. Brak numerów stron w książce